# Raiffeisen Zentralbank
A Raiffeisen Zentralbank Österreich A.G. az osztrák Raiffeisen Bankengruppe (RBG) központi bankja volt. A központi bank 2017-ben egyesült a leányvállalatával, a Raiffeisen Bank Internationallal.
A Raiffeisen Bank International AG (RBI) Ausztriát, valamint Közép- és Kelet-Európát (KKE) tekinti hazai piacának, ahol vezető vállalati és befektetési bankként tevékenykedik. Emellett a csoport számos más pénzügyi szolgáltatót is magában foglal, például a lízing, a vagyonkezelés, valamint az M&A területén. Üzleti tevékenységének támogatása érdekében az RBI kiválasztott ázsiai és nyugat-európai helyszíneken képviseleti irodákat és szolgáltatói fiókokat működtet.
Az RBI már azelőtt is aktív volt a közép- és Kelet-Európai térségben, hogy a régióban megkezdődött volna a politikai átalakulás folyamata és a "vasfüggöny" leomlott volna: már 1986-ban megalapították az első leánybankot Magyarországon. A bank tehát több mint 30 éves tapasztalatra tekint vissza a régió banki tevékenységében.
Leányvállalatokkal rendelkezik többek között a következő országokban: Magyarországon, Ukrajnában, Csehországban, Romániában, Koszovóban, Albániában, Bulgáriában, Szerbiában, Bosznia-Hercegovinában, Horvátországban és Svájcban.